# عز الدين أبو حمرة
الشيخ عز الدين بن أحمد بن إسماعيل الحسيني الهاشمي (607-677 هـ / 1210-1278 م) ويُعرف بأبو حَمرة، هو فقيه شافعي وصوفي، ارتحل من قريته التي ولد بها في أم عبيدة جنوب العراق باتجاه بلاد الشام حيث سقطت الخلافة العباسية عام 1258 على يد المغول حينما كان في الـ48 عاماً، كما يُروى أنه قاد لواء من أقاربه وعشيرته وأخواله تحت سلطان المماليك في معركة عين جالوت الشهيرة شمال فلسطين عام 1260، استقر أخيراً في قرية الناهضة (سُميت عز الدين لاحقاً تيمناً به) حتى توفي عام 1278، وهو جد من أجداد قبيلة النعيم في سوريا.

## نسبه
هو عز الدين أبو حمرة بن أحمد الصغير بن إسماعيل الصالح الأخضر (شقيق الإمام أحمد الرفاعي) بن علي بن يحيى بن ثابت بن الحازم علي أبي الفوارس بن أحمد المرتضى بن علي بن رفاعة الحسن المكي بن محمد مهدي المكي بن حسن القاسم بن حسين بن أحمد الأكبر بن موسى الثاني أبو سبحة بن إبراهيم المرتضى بن موسى الكاظم بن جعفر الصادق بن محمد الباقر بن علي زين العابدين بن الإمام الحسين، بن الإمام علي (زوج السيدة فاطمة الزهراء بنت النبيّ مُحَمَّد) بن أبي طالب بن عبد المطلب بن هاشم بن عبد مناف بن قصي بن كلاب بن مرة بن كعب بن لؤي بن غالب بن فهر بن مالك بن النضر بن كنانة بن خزيمة بن مدركة بن إلياس بن مضر بن نزار بن معد بن عدنان.